# 天使禁猟区
『天使禁猟区』（てんしきんりょうく、英: Angel Sanctuary）は、由貴香織里によるファンタジー漫画作品。『花とゆめ』（白泉社）にて1994年15号から2000年22号まで連載された。2015年時点で累計発行部数は1000万部を記録している。
主人公とヒロインとの禁じられた恋を主題にしているが、異世界における天使や悪魔達の攻防、心理を重厚に描き、ダーク・ファンタジーとして昇華されている。ドラマCDおよびOVAでも展開されている。
2022年4月20日発売の『花ゆめAi』（同）Vol.42より2025年8月20日発売のVol.82まで、22年振りの新シリーズ『天使禁猟区 -東京クロノス-』が連載された。

## 世界観
地球の上には七層からなる天界、下には七層からなる地獄が存在するとされる。物語は地球から始まり、死後の魂が集まる世界の星幽界（ヘイディーズ）、地獄、天界へと展開していく。
| 天界（至高天）       | 第七天 アラボド         | 最上層 神性界（アツィルト）     |
| 天界（至高天）       | 第六天 ゼブル           | 第二階層 創造界（ベリアー）     |
| 天界（至高天）       | 第五天 マティ           | 第三階層 形成界（イェツイラー） |
| 天界（至高天）       | 第四天 マコノム         | 第三階層 形成界（イェツイラー） |
| 天界（至高天）       | 第三天 シャハキム       | 第三階層 形成界（イェツイラー） |
| 天界（至高天）       | 第二天 ラキア           | 第三階層 形成界（イェツイラー） |
| 天界（至高天）       | 第一天 シャマイム       | 第三階層 形成界（イェツイラー） |
| 物質界（アッシャー） | 地球                    | 地球                            |
| 地獄（ジャハンナ）   | 最上層 窖（アナグラ）   | 最上層 窖（アナグラ）           |
| 地獄（ジャハンナ）   | 第二層 腹               |                                 |
| 地獄（ジャハンナ）   | 第三層 沈黙             |                                 |
| 地獄（ジャハンナ）   | 第四層 死の門           |                                 |
| 地獄（ジャハンナ）   | 第五層 死の影の門       |                                 |
| 地獄（ジャハンナ）   | 第六層 破滅             |                                 |
| 地獄（ジャハンナ）   | 最下層 子宮（シオウル） |                                 |

 物質界（アッシャー）
世紀末の地球。主人公・刹那の住む日本を中心に展開する。
 星幽界（ヘイディーズ）
人間・天使などの魂が死んだ後に行く、いわゆる「死後の世界」。
 地獄（ジャハンナ）
第一層は窖（アナグラ）と呼ばれ、邪鬼（イヴル）という天使にも悪魔にも属さない色黒の種族による国家・炎の祭壇（ゲヘナ）がある。彼らは自然霊（竜）を崇めており、龍主上（ドラゴンマスター）のみが神竜を使役する事を許されている。因みに邪鬼達の公用語は、関西弁（イヴル訛りと呼んでいる）。天使達との休戦協定で長年平和に暮らしていたが、天使軍の裏切りと虐殺に遭い、王国はほぼ壊滅状態。現在は九雷を中心に国の再興を目指している。地獄の最下層は「子宮（シオウル）」と呼ばれ、ルシファーを頂点とした七君主（サタン）などの元堕天使である悪魔達が治める、過酷な地。
 至高天（シコウテン）
いわゆる「天国」「天界」。何層もの層に分かれており、最高層・エテメナンキには神（アドナイ）が住んでいるとされる。最下層はいわゆる貧民窟であり、そこには禁を犯した天使や不完全な体を持つ天使、天使同士で愛し合った結果生まれた天使・有るまじき子供（インプロバチャイルド）などが住んでおり、天界の最高機関はその扱いに頭を悩ませている。また「神が姿を隠した」ことによって天使それぞれのモラルが薄れ、不淫乱などの禁を破る者も多い。さらに脳に施術して能力を低下させられた杭打ち（ステイカー）たちが労働力として、多く使役されている。
関連項目
- 神曲 § 天国篇 Paradiso
- 7つの天国
- en:Four_Worlds
  - en:Atziluth
  - en:Beri'ah
  - en:Yetzirah
  - en:Assiah
- en:Jahannam

## ストーリー
主人公・無道刹那（むどう せつな）は、実妹・無道紗羅（むどう さら）を愛してしまっている16歳の少年。ある日刹那は、地獄（ジャハンナ）の第一階層・窖からやって来た邪鬼（イヴル）・九雷（クライ）と紫羅九音（アラクネ）に女堕天使・アレクシエルの生まれ変わりだと告げられる。同じ頃、無機天使・ロシエル復活の為にその忠臣・カタンがバラ撒いたCD-ROM―〈天使禁猟区〉で紗羅の友人・斉木翠雀（さいき るり）は変貌を遂げ、操られるままに刹那の周囲の人間・加藤故（かとう ゆえ）などを従え、刹那達を追い詰めていく。自らの宿命や紗羅への禁断の愛に悩み、遂には手首を切って自殺を図る刹那だが、神父姿で地上に忍んでいた天使・ザフィケルに諭される。刹那達の母親も2人を引き離そうとするが、先輩・吉良朔夜（きら さくや）の支えでとうとう結ばれた刹那と紗羅だったがその矢先、紗羅はロシエルに利用された女天使・キリエによって殺されてしまう。その瞬間、刹那は絶望からアレクシエルの有機天使の力を覚醒。しかし力が暴走してしまい、聖隠者アダム・カダモン（en:Help:Interlanguage linksセラフィタ）の時間魔術により、時間を停められた地球は辛うじて破滅を免れた。衝撃に巻き込まれたロシエルの手下・キリエと、それを助けようとしたカタンも消滅し掛けるが、ロシエルはカタンだけは見捨てられず、チップを用いて再生させようとする。
地球の復活と、まずは紗羅の蘇生の為、九雷達の協力で仮死状態となった刹那は死者の魂が集まる星幽界（ヘイディーズ）へ旅立つ。そこで自らが殺した加藤の先導で紗羅の魂を探す内、紗羅に瓜二つの少女・ドールや地獄門鍵守人（ヘルゲートガーディアン）・ウリエルとも戦い正気に戻した刹那だが、紗羅の魂がウリエルの元に一時保管されていた事、既に天界に連れ去られた後であった事を知らされる。またドールとの戦いで消滅し掛けていた加藤を、刹那は眷族として蘇らせた。
一方、炎の祭壇（ゲヘナ）では刹那の魂と肉体を結んでいた伝説の魔剣・七支刀御魂剣（ななつさやみたまのつるぎ）が、双子の邪鬼の少年・ボイスにより抜かれてしまった為に、肉体が死んだ刹那は帰還出来なくなってしまう。一先ず生還への道を辿った刹那の魂が辿り着いた先は、ゲヘナに保管されていたアレクシエルの肉体だった。そんな刹那の肉体の蘇生で途方に暮れる一行の前に、いかれ帽子屋（マッド・ハッター）を自称する悪魔・ベリアルが現れ、九雷に反魂の秘薬と引き換えに地獄（ジャハンナ）の魔王・ルシファーへの輿入れを持ち掛ける。一大決心で地獄の下層へ赴いた九雷だったが、全ては七君主（サタン）の一人でもあったベリアルの陰謀で、秘薬は偽物であり、ルシファーに嫁ぐのは処女を生贄に捧げる儀式であった。直後に起きたボイスの殺害から、輿入れに不信を抱いた刹那は九雷を停めようと、実はベリアルのスパイであった紫羅九音とボイスの姉・ノイズを伴って地獄へ向かう。そこで目にしたのは、吉良と瓜二つの顔をしたルシファーの魂のない巨体と、抜け殻では支え切れずに儀式で辛うじて保とうとする、崩落寸前の地獄の姿だった。アスモデウス達の協力と地獄の混乱に乗じて、九雷を救出する刹那。そして紫羅九音は、ベリアルを裏切って自らを生贄にする事で、地獄の崩壊を食い止めるのだった。
その頃、天界では紗羅が大熾天使長（グレートセラフィム）・メタトロンにより、その宰相の白き天使・セヴォフタルタの針が引き抜かれた、水天使・ジブリールの肉体で目覚めていた。紗羅はそこで知り合った風天使・ラファエルの協力で、本来のジブリールとしての能力と併せ、刹那の肉体を蘇らせる。だが天界からの逃亡の機会を逃し、実兄と通じた罪を問われる天界裁判により幽閉されてしまう。更にそこでメタトロンの双子の弟・サンダルフォンの襲撃を受け、操られた紗羅は惨殺を繰り広げながら神性界へと消えた。
こうして刹那は、紗羅を取り戻し、地球崩壊を食い止める為に、ザフィケルの腹心・ラジエル率いる天界の叛乱組織・世界の魂（アニマ・ムンディ）や七君主率いる地獄軍と共に、至高天の神の塔（エテメナンキ）へと向かう。
| 編                              | タイトル                                                     | 単行本 | 文庫     |
| ------------------------------- | ------------------------------------------------------------ | ------ | -------- |
| 物質界（アッシャー）編          | 電機仕掛けの天使 Electric Angel                              | 1巻    | 1巻      |
| 物質界（アッシャー）編          | クライング・ゲーム Crying Game                               | 2巻    | 1巻      |
| 物質界（アッシャー）編          | 推定有罪                                                     | 3巻    | 2巻      |
| 物質界（アッシャー）編          | GOOD-BYE MOTHER せめて両手をかざし青の星に別れのキスを送ろう | 4巻    | 2巻      |
| 星幽界（ヘイディーズ）編        | 仮面の少女                                                   | 4巻    | 2巻      |
| 星幽界（ヘイディーズ）編        | 大地の天使Uriel                                              | 5巻    | 3巻      |
| 星幽界（ヘイディーズ）編        | 残酷な絆                                                     | 6巻    | 3巻、4巻 |
| 星幽界（ヘイディーズ）編        | 降臨                                                         | 7巻    | 4巻      |
| 地獄（ジャハンナ）編            | 烈火の天使                                                   | 7巻    | 4巻      |
| 地獄（ジャハンナ）編            | 邂逅                                                         | 8巻    | 4巻      |
| 地獄（ジャハンナ）編            | 窖の最下の花嫁達                                             | 9巻    | 5巻      |
| 地獄（ジャハンナ）編            | 地獄帝国 Monarchie in fernale                                | 10巻   | 5巻      |
| 地獄（ジャハンナ）編            | Sacrifice                                                    | 11巻   | 6巻      |
| 至高天 形成界（イェツイラー）編 | 兎狩り                                                       | 11巻   | 6巻      |
| 至高天 形成界（イェツイラー）編 | 月華夜                                                       | 12巻   | 6巻      |
| 至高天 形成界（イェツイラー）編 | 悠久の中空回廊                                               | 13巻   | 7巻      |
| 至高天 創造界（ベリアー）編     | 天地大動                                                     | 14巻   | 7巻      |
| 至高天 創造界（ベリアー）編     | 異端審判 ホーリーインキジション                              | 15巻   | 8巻      |
| 至高天 創造界（ベリアー）編     | 白ノ世界                                                     | 16巻   | 8巻      |
| 至高天 神性界（アツィルト）編   | 受胎告知                                                     | 17巻   | 9巻      |
| 至高天 神性界（アツィルト）編   | 灰葬                                                         | 18巻   | 9巻      |
| 至高天 神性界（アツィルト）編   | 落園                                                         | 19巻   | 10巻     |
| 至高天 神性界（アツィルト）編   | 君のための至上の賛美歌                                       | 20巻   | 10巻     |

## 登場人物
天使や悪魔の設定はあくまでこの物語における独特なものであり、一般のものとは大きく異なる。登場人物の多くは前世に立ち返るなどで時に別人となり、生死や性別の曖昧な、複雑に絡み合った状態となっている。概念も独自であるが、それがこの漫画の特徴でもある。

### 物質界（アッシャー）の登場人物
無道刹那（むどう せつな）
声 - 野島健児
本作の主人公。有機天使アレクシエルの生まれ変わりとしてその魂を内包する、「選ばれし真の救世使」である少年。単純だが底抜けに明るく、強烈なカリスマ性を持っている。
幼い頃から紗羅を強く愛していたことで苦悩していたが、紆余曲折を経て結ばれた紗羅が刹那を庇って死んだため、アレクシエルとしての力が暴走。彼から地球を救うために時間を停めたセラフィタの助言で、紗羅を蘇生させようと旅立つ。ヘイディーズ行きの間にボイスにより肉体が死んでしまった折には、「刹那」の肉体に代わって一時、アレクシエルの肉体に戻っていた。ラファエル達により自らの肉体に戻った後は、アニマ・ムンディと行動を共にする。当初は愛する紗羅の蘇生にだけ固執して、その身勝手な言動で多くのものを傷つけたが、救世使として少しずつ成長しながら全ての決着を付けるためにエテメナンキへと向かう。
ロシエルの毒に右目を侵されたことから、自ら右目を潰した。後の治療でも視力は戻らず、眼帯をつけているシーンが多くなる。が、刹那がアニマ・ムンディとのセヴォフタルタの館襲撃時に再会した吉良（ルシファーとしてロシエルと行動していた）から、救世使として成長していた彼は七支刀御魂剣（ななつさやみたまのつるぎ）を分離。自らの物にした際に右目も再び開き、茶髪から金髪になる。
無道紗羅（むどう さら）
声 - 川澄綾子
母に引き取られ、別居している刹那の実妹。カトリック系の学校に通い、少々勝気で、見た目に反して物事をハッキリ言うタイプ。周囲や母の目を気にしていたものの、刹那への想いを取って結ばれた矢先、キリエの策略に嵌った刹那を庇い、一度は命を落とす。
実は水天使・ジブリールの生まれ変わりであり、刹那の守護天使（ガーディアンエンジェル）。セヴォフタルタにより肉体だけが水の庭園に保管されていたジブリールのうなじから、サンダルフォンに唆されたメタトロンが針を抜いたことで、ウリエルからザフィケルの元へ移送されていた魂が引き寄せられ、ジブリールの肉体で目覚める。その天界で過ごした際に出会ったリルや、ラファエルの協力で刹那の肉体を蘇生させている。当初は自分達のことしか考えられず、一度は脱走して刹那と再会するが、それが様々な犠牲の上に成立していたことから卑怯だと評するザフィケルの言葉と、世話係だったリルの身を案じて脱走を断念。それにより孤高離宮に監禁され、の策略で実の兄と結ばれた罪から天界裁判に掛けられる。裁判ではラファエルに用いられた薬で一時口が利けなくなるが、紗羅への想いからラファエルがセヴォフタルタを裏切って回復。更にラファエルは、彼女の肉体を蘇生させる。だがラファエルは、独占したい一心から彼女をある一室に監禁してしまう。
監禁されていた一室で、侵入したサンダルフォンに子供を産まされ掛けたのは未遂に終わるものの、その悪夢はサンダルフォンに食われており、想像妊娠状態となった紗羅には、刹那が分からなくなる。想像妊娠状態の彼女は自らの醜い面を晒す、狂気的な面が多くなり、九雷との対面では激しい敵意を向ける。サンダルフォンは彼女の体に残留思念で留まりながら復活を狙い、ラファエルらの下から脱走させる。笑いながら多くの天使を殺害し、制止するラファエルさえ騙して針で大怪我を負わせ、ラファエルを庇ったバービエルも瀕死の重傷に追い込んで、天国への門へと瞬間移動。更に空間を歪ませて天国への門を通り抜け、エテメナンキへ向かって神性界に入る。
吉良朔夜（きら さくや）
声 - 子安武人
刹那の悪友であり先輩。刹那のことは出来の悪い弟のように思っており、面倒見も良く、加藤の殺害の罪も、刹那の代わりに背負った。女をよく替え、まともに愛されたがっていない。よく煙草を吸っている。
その正体は、七支刀御魂剣（七支刀）であり、ルシファーの転生した姿。元は七支刀に魂を封印され、アレクシエルの愛剣として使用されていたが、ロシエルの返り血を浴びて不滅の精神体となり、幾度となく人間の体から体に乗り移りながら、アレクシエルの魂を見守り続けてきた。その途中で出会った日本刀・不知火も吉良に付き従うようになる。朔夜自体は7歳の時に交通事故で半死半生になった普通の少年であったが、その際の七支刀との取り引きで同化した。が、今生でロシエルの血の効果は切れ掛けていたため、少しずつルシファーの記憶が蘇りつつある。朔夜少年との同化時の約束から親に愛されようとしないが、実は父親を愛している。
彼がロシエルにより死んだ瞬間、七君主（サタン）は全壊を防ぐために魔王の本体を捨て、天界と地獄を繋ぐ楔を切り、七層の大地ごと大転移して天界に体当たりしたことで、地獄の上二層と天界の下二層が砕けた。
加藤故（かとう ゆえ）
声 - うえだゆうじ、矢尾一樹（ドラマCDの物質界編）
刹那の高校の先輩であり、吉良の悪友の一人。アシッド（LSD）やE（エクスタシー、MDMA）などの薬物や煙草をよく吸っていた。サバサバした性格で、キレるのも早ければ立ち直るのも早い。
母親の不義の子で、義父により「早く死ぬように」と、故と名付けられた。義父に虐待され、5つ年上の姉・冴（さえ）とも行き違いが生じていたため、義父の死の際には通夜も欠席している。
ロシエルのチップに冒されてしまった人間だが、刹那に殺されたことで開放される。後にヘイディーズで再会し、ドールとの一戦で消耗したものの、セラフィタ同様の時間魔法で魂を保持していたため、刹那の眷族になることで過去の妄執を断ち切り、ウリエルが植物の種から作った生体を与えられて生き永らえる。以降は、自らの運命と戦う刹那の魂を地上に返したり、ゲヘナ皇国へ赴いて蘇生にも協力したりと、刹那と行動を共にするようになる。吉良がロシエルの手により殺された後は、不知火を譲り受ける。
物語終盤に向かうにつれて記憶を失くしていき、姉の名前さえ思い出せなくなってしまう。最後は、刹那が天国の門をくぐるのを助けて、吉良の幻を見ながら死亡。
斉木翠雀（さいき るり）
声 - 永島由子
紗羅の学校の同級生で友達の、引っ込み思案なメガネ少女。紗羅に度々会いに来る刹那に仄かな恋心を抱くが、コンプレックスから何の行動も起こせない。そんなある日、カタンから手渡されたCD-ROM―〈天使禁猟区〉のゲームでロシエルに操られた彼女は、見る見るうちに人を惹きつける妖しい魅力に満ちた美しさに変貌を遂げ、刹那の周囲の人間を従えていく。最終的に殺害されるが、最後の力で紗羅を助ける。

### 地獄（ジャハンナ）の登場人物
九雷（クライ）
声 - 宮村優子
ゲヘナ皇国の第14皇女。邪鬼で唯一の神竜使いで、龍主上（ドラゴンマスター）である。少女らしい無垢な心の持ち主であり、それ故に神龍が従っている。銀糸の髪に青い瞳で、龍主上の証である細長い耳飾りを常に着けている。
かつては地獄の第三層・沈默（チンモク）に追放されたゲヘナ皇家一の乱暴者だったが、実は戦争を予期していた父王により、亡命させられていた。帰国した時には皇族がほぼ全滅、再会出来たのは紫羅九音だけであった。その際に共闘を申し出てくれたアレクシエルに心酔し、行動を共にするようになる。刹那に淡い恋心を抱いているが、あまりに紗羅一途で入り込む隙間がない事も承知ている。そんな刹那への想いを断ち切る為にも、反魂の秘薬の為にもと、ベリアルの甘言に乗って地獄へ輿入れしてしまう。刹那により地獄から助けられて後は、邪鬼を率いて天界への総攻撃にも参戦する。
 紫羅九音（アラクネ）
声 - 松本梨香 / OVA版浅野まゆみ
セミロングのストレートヘアに女性的な細身の、オネエ言葉のゲヘナ皇族の男性。皇国滅亡前は「揃ってオカマと乱暴者のゲヘナ皇家の鼻つまみ者」とされていた、九雷の従兄であり良き相談相手なのは表向きで、実は九雷の兄で皇国の第三皇子。父王により、世間にはずっと正当な後継者として厳しく育てられて来たが、九雷を隠す身代わりであった為に、反逆者らにより殺され掛けた過去を持つ。その際、長年の側近にその身分を詰られた心の傷から、皇位奪還を切望してベリアルのスパイとなり、王妃の姉の子を殺して成り替わる。
 ボイス
声 - 岸尾大輔
邪鬼の生き残りの一人で、ノイズの双子の弟。九雷への恋心から、恋敵でもある刹那に敵対心を抱いていた。その為に、刹那が仮死状態になっている折に七支刀を抜こうとする。結果的には、偶然で七支刀を抜いてしまい、九雷の怒りを買って幽閉される。だがその直後、有機天使の起こした奇跡を目撃し、刹那の信奉者となる。が、紫羅九音の裏切りに気付いて殺されてしまい、形見であるムーンパールの指輪を奪われる。
 ノイズ
声 - 野田順子
ボイスの双子の姉。一時期、ベリアルの魔術によって魔物（ビースト）に取り憑かれた。ボイスの死をきっかけに髪を切り、犯人への復讐を誓う。
ルシファー / ルシフェル（天使時）
4枚の羽を持つ闇の魔王。元は天使で、弟の火天使・ミカエルの双子の兄。
「絶対悪」という役割を果たす為に生まれ、天界を裏切って第一次天地大戦を引き起こした。後に創生神の手で七支刀に魂と記憶を封印されていた。その後アレクシエルと出会い、彼女の愛刀となる。アレクシエルが神への反逆の罰として「永遠に転生を繰り返し、非業の死を遂げ続ける」という刑を受けた際も、彼女の転生を追って周囲の人間との同化を繰り返し、最終的に吉良に宿る。その際に一度死に、地獄の崩壊を招くが、ロシエルの手により蘇る。その後はロシエルに操られているように見せながら行動を共にし、創世神を倒そうと目論む。義の国（エデン）で刹那がなくした、折れた不知火を持つ。
創世神により闇の王と定められた運命に抗おうとしてもがいているのだが、表面上は冷酷で歪んだ性格に見える。ミカエルを本心から嫌ってはいないが、あまり兄弟仲は良くない。
アバドン
表向きはルシフェルとその妃の一人の間に生まれた王子（実はバルベロと他の悪魔の間に生まれた隠し子）。
恐ろしい竜のような姿で、見た者を石化する魔力やその巨体による攻撃などの強大な力を持つ。その反面、身近にやって来る野鳥を気に掛けつつもその身を案じて距離を置く優しさはあるが、中身の幼さで自身では能力制御が出来ない。それ故にアスタロトに預かりの身でありながら、牢に繋がれて幽閉されている。迷い込んで来た九雷には、刹那の遺体からお守り代わりに失敬したピアス―かつて吉良が与えたものの作用で石化が効かなかった事から意思疎通し、「まま」と呼んで一途に慕うようになる。九雷の危機を予感し、脱走して駆け付けた際には身を呈して九雷を守った。

#### 七君主
ベリアル
声 - 沢海陽子
「いかれ帽子屋（マッド・ハッター）」を自称しているが、傲慢（プライド）を司る七君主。ベリアルの名は「無価値」の意であるが、本人は無価値を通り越し「有害」を及ぼす事をモットーとしている。『妬み・破壊・患難・捕囚・欠乏・混乱・荒廃の7つの悪徳を愛し、ベリアルの唇からはそれらが生まれる』と言われる程、弁舌に長けている。
外見上は細身で長身、喋る声の低さにより男性にしか見えないが、気分次第で男女どちらの服装も身に着ける、中性的な悪魔。この身体的特徴は自身の女性化を自ら薬を用いて防いだ為で、肉体は実質、男でも女でも無いので子供を身篭る事はない。いつも道化の化粧で隠した素顔は、実は非常に美しく、右足の太ももには蝶の刻印の図形（シジル）がある。
天界ではラファエルの副官として力天使の地位にあったが、当時から非常に淫らで束縛を嫌うために、関係を持った複数の天使が嫉妬から、発狂や奪い合いで殺し合うなど、死に追いやられていた。その現場に現れ罵ったルシフェル（後のルシファー）に心酔し、彼と共に堕天した。その言動に惑わされがちだが、心底では強くルシファーを求め、ずっと愛されたがっている。
アスモデウス
淫欲（ルスト）を司る七君主。山羊の頭を持つ。
非常に淫らであるが、性に関して冷酷な感情を持っている。ベリアルへの冷淡な愛情から、九雷奪還の為に屋敷に迷い込んで来た刹那に協力する。
アスタロト
怠惰（スルース）を司る七君主。1匹の蛇を媒介として生み出された双子の兄。
神の実験により自らの体内に双子の妹・アスタロテの魂を内包している事、自分より劣りながら体を共有している妹と神への憎しみから、血を好む残虐な狂気を宿した性格で、常にギリギリの所で正気を保っている。
本編では書かれていないが髪は染めた金髪である。アスタロテが表に出ている時は、アスタロトは黒い蛇に封印される。
アスタロテ
アスタロトと体を共有しているが、アスタロトに疎まれている双子の妹。
それにより子供が産めないが、子供を食らう事でその欲求を満足させようとしている。アスタロテ・アスタロトの体は、現れた兄妹の人格により性別が左右される。
アスタロトが表に出ている時は、アスタロテは白い蛇に封印される。
バルベロ
声 - 笠原留美
憤怒（ラース）を司る七君主。かつてはバルという名のミカエルの部下であったが、第一次天地大戦時に庇ったルシファーにより、死の淵より救われて堕天する。自称「ルシファーの最初の妻」。他の悪魔達との間にも多くの子供（アバドンを含む）を儲け、それをルシファーとの子だと公言している。
第一次天地大戦時ミカエルを裏切ったことに罪悪感を抱いているのか、ルシファーより正体を明かされる際は狼狽し、ミカエルのことを「ミカエル様」と呼んだ。
リヴィアタン
嫉妬（エンビイ）を司る七君主。
マモン
貪欲（グリード）を司る七君主。
ベールゼビュート
暴食（グラトゥニイ）を司る七君主。

### 至高天（シコウテン）の登場人物
アレクシエル〈有機天使〉
声 - 折笠愛
自然無限物質（エーテル）の力を司る有機天使。火・風・水・土の言魂（ルーン）を操る。3枚の羽と緩く波打つ長い黒髪を持ち、豊満な胸をした抜群のプロポーションを誇る絶世の美女。かつて神に反旗を翻して堕天使となり、九雷達と戦いを共にした。
天地大戦後、肉体と精神を裂かれ、肉体は天界最大の牢獄―中空回廊に天使の結晶として収監されていた所を、九雷達に盗み出される。精神はウリエルによる堕天使の最高刑―〈言霊呪法〉で幾度となく人間に転生し、非業の死を遂げるという刑罰を受けていた。しかしその結果、刹那として転生する事になる。時折現れてはロシエルやルシファーと話し、時間魔法によって刹那を救う事もある。大戦後の裁判では、神に反旗を翻した理由を「神を愛していたので、寵愛を一身に受けるロシエルが憎かった」と答えたが、実は別の理由があるらしい。
 ロシエル〈無機天使〉
声 - 千葉進歩、佐々木望（ドラマCDの物質界編）
電磁場無限物質（アカシヤ）の力を司る無機天使。アレクシエルの双子の弟で、同じく3枚の羽を持つ。女性と見紛うばかりに美しい中性的な姿をしているが、実はそれは創世神が与えたアレクシエルの身体である。アレクシエルに対しては、復讐心と愛情という歪んだ感情を抱いている。元の聡明な人柄や、その美貌の魔力により信奉者は多いが、成長が逆行してしまう為に精神的に非常に不安定であり、絶対の服従を求めてチップや自らの血を利用する。
天地大戦時にアレクシエルの手によって封印されたが、カタンにより復活した。
 カタン
声 - 三木眞一郎
元は実体のない精霊天使（グリゴール）だったが、ロシエルから肉体と「導きたる者」を意味するカタンという名を与えられ、智天使にまで昇り詰めた。カタンは精神のバランスを崩していくロシエルにとって唯一、「壊したくない大切なもの」であり、カタンもまた自分に命を与えてくれたロシエルを無二の存在として無償の忠誠を誓っている。ロシエルにどんなに遠ざけられようとも尽くす程に、その気持ちは強い。
刹那の有機天使としての覚醒の際、キリエを救おうと死にかけるが、ロシエルがチップを与えて生かした。
ティアラ / ティアイエル
声 - 矢島晶子
天使の心が分かる能力を持つ、「未来の天使」。生きる為に天使の死体を食った事から堕天使の烙印を押され、「天使食い」「悪魔の子」などと皆から蔑まれていた。チップを与えられて以降、ロシエルへの忠誠に迷っていたカタンと心を通わせるも、ロシエルの屋敷に忍び込んだ暗殺者らにより殺害されてしまう。
ジブリール
四大天使の1人で第一質料（プリマ・マテリア）の1つである水の守護者で、元智天使長（グレートケルビム）。正面を切ってセヴォフタルタと対立した為に策略に嵌められ、魂は刹那の守護天使（ガーディアンエンジェル）として紗羅に転生。肉体はうなじの針で自由を奪われ、水の庭園に幽閉されていた。紗羅の魂が宿った際、脱走の為に切った髪は、魂が抜けた途端に元通りになった。
慈悲に溢れる天使として多くの天使の尊敬を集めていたが、その真面目さから傍若無人な振る舞いを説教する事も多かった為、同じ四大天使であるミカエルには煙たがられていた。
ラファエル
声 - 成田剣
四大天使の1人で第一質料（プリマ・マテリア）の1つである風の守護者で、力天使長（グレートヴァーチューズ）。天界最高位の医者として治癒を司り、蘇りの術―〈反魂〉を使う事を唯一許された存在。ミカエルを「ミカちゃんと」呼び、「昔から何一つ変わらない奴」として大きな信頼寄せる、喧嘩もよくするが親友。
「女」を嫌悪する復讐心から、激しい女遊びで何百人もの女性達を弄んでは、その優越感で自分のプライドを保っていた。が、紗羅との出会いにより変化し、恋心から独占欲を抱く。だが紗羅に憑依したサンダルフォンに殺されかけた際、自分の副官―バービエルが身代わりに倒れた事でその愛に気付き、蘇生に命を賭した末、コールドスリープに入る。
ミカエル
声 - 高橋直純
四大天使の1人で第一質料（プリマ・マテリア）の1つである炎の守護者で、能天使長（グレートパワーズ）。天界の境界警備隊最高責任者であり、天地大戦ではその武功で天界一の英雄とされているが、逆上時の暴れ振りから天界一の問題児でもある。名の意味は「神の如き者」。燃えるような赤毛を逆立て、やんちゃな少年のような風貌をした、激しい気性の持ち主。生まれる前から預言されていた〈光の御子〉だが、全く似ていないルシフェル（ルシファー）のあまりの優秀さから、周囲が誤認。背が低いのも、能力の高い絶対年齢が早過ぎて肉体の成長が止まってしまった為だったが、それもまた誤認を強める結果となった。それにより、ルシフェルと身長の低さには強いコンプレックスがあり、話題に登ると逆上する。
天地大戦終結後、ルシフェルを殺せなかった悔しさから周りの全てを焼き尽くす程に、力を暴走。それを命を賭して止めたラファエルとは、無二の親友となる。
 セヴォフタルタ
声 - 塩沢兼人（ドラマCDの物質界編）、小杉十郎太
大熾天使長付きの宰相で、白き天使（セヴォフタルタ）の名を持つ。その立場を利用し、政治の実権を握っている独裁者と天界ではみなされているが、実はサンダルフォンの傀儡。常に顔を大きなマスクで隠している。極度の潔癖症で、私邸の中はどんな汚れも許さない程に掃除を徹底させている。その病的な潔癖ぶりは政策にも色濃く現れ、その冷酷な采配により非常に恐れられている。しかしその恐怖政治ゆえに、アニマ・ムンディを生み出してしまってもいる。
実はサンダルフォン研究チームのチーフだった女天使―ライラが男に身を変えた存在だが、彼女は脳だけになったと刹那に述べ、その事実を頑なに否定している。
ライラ
声 - 相沢恵子
額に逆十字の傷を持つ、元サンダルフォン研究チームの女チーフ。アナエルの友人であり、（本人は決して認めなかったが）ザフィケルに恋心を抱いていた。その優秀さを妬まれ、同僚達により陵辱されるが、刹那をヘイディーズから送り届けた元天使―廃竜（ニドヘック・星幽界の項目参照）により救出される。しかし錯乱の内にニドヘックを刺し、その潔癖さから現実に耐えられずに全てを隠蔽しようとニドヘック共々陵辱者達を告発し、処刑に追い込んだ。その後、サンダルフォンの力で自分の姿を男性のように変え、セヴォフタルタとして天界を支配していた。
失脚後はサンダルフォンにより妊娠させられ、精神を病んだまま力を封じられて、孤高離宮に幽閉。そこにかつて幽閉されていた沙羅を追ってきた刹那が落として行った星幽界の種（ニドヘッグの鱗だったもの。ニドヘッグの身体はウリエルが植物から作ったもののため、現世に戻ってからは元の種子の姿に戻っていた）から成長した蔦によりニドヘックと再会するという幻想を見、離宮の窓から身を投げた。
メタトロン
声 - こおろぎさとみ、川田妙子（ドラマCDの物質界編） / OVA版白鳥由里
絶大な権力を持つ大熾天使長（グレートセラフィム）を務める、あどけない少年。セヴォフタルタを「セヴィー」と呼んで大変に慕っており事実上、セヴォフタルタの保護下にある。いつも抱いているうさぎのぬいぐるみ―うささんに唆されて、水の庭園に幽閉されていたジブリールのうなじの針を抜くなど、何も知らずに度々利用されてしまう。サンダルフォンとは死別した双子の兄弟。
サンダルフォン
声 - 関智一、城雅子（胎児）
メタトロンの死産した双子の弟で、うささんの正体。肉体がないので〈揺り籠〉の中でしか外界を見る事が出来ず、メタトロンを使って気に入った女に自分の肉体を産ませようとしている。セヴォフタルタはサンダルフォンを恐れ、針をもって封印し、メタトロンに薬を与えては表に出て来られないよう工作していた。
アドナイ / 創世神
声 - 中田譲治
天界唯一の絶対の存在。肉体を持たず、物体や誰かの身体を媒介とする。巨大情報体マザーコンピューター―アカシック・レコード（天の板）を手にしている。実体はないが、事実上の天使達の父。現在は神の塔（エテメナンキ）ごと行方不明となっているが、最高会の極秘事項とされており、表向きは眠っていると説明されている。ラグナロク（終末）プログラムを最初にセットした存在。
 セラフィタ / 聖隠者（アダム・カダモン）
声 - 置鮎龍太郎 / OVA版中尾隆聖
6枚羽根を持ち、創生神が創り上げた最高の存在。非常に長いストレートヘアの、男とも女ともつかぬ中性的な美しい姿をしており、古の時代に失われた時間魔術を使う事が出来る。現在は神の塔に、人知れず幽閉されている。地球を一掃させる計画を、一先ず阻止している。事実上の天使達の母体。創世神に反発し、自分が封じられる前に自身の力をアレクシエルとロシエルに分け、子供達の力で創世神の計画したラグナロクプログラムを阻止させようとしている。
 ザフィケル
声 - 田中秀幸
座天使長（グレートトロウンズ）で、天地大戦時には、最も果敢で残忍な猛将として恐れられた男。周囲には柔和で実直な人物を演じているが、その胸には堕天使の烙印があり、アニマ・ムンディの統主でもある。ウリエルから紗羅の魂を預かっていた。
セヴォフタルタの策略により、愛する女天使・アナエルを自らの手で殺害させられたショックから自殺を図った際、アダム・カダモンによって命を救われた代わりに、光を奪われた。その後、非武装主義と人間・悪魔・天使の共存を唱えて負った刀傷が、喉に残り続けている。
当初は長い黒髪を後ろで一つに纏めた眼鏡の神父姿でアッシャーに現れ、刹那の自殺を思い留まらせる。後に刹那の身代わりとしてセヴォフタルタの手に落ち、天界の極刑・羽落としを受けて精神が崩壊したが、サリエルの放った剣先に仕込まれた毒性のウイルスで一時的に、正気を取り戻す。最後はアダム・カダモンがその目を開かせ、アナエルによく似た実の息子・ラジエルの風貌を目にしながら、その手に掛かった。
 ラジエル
声 - 浅川悠、結城比呂（ドラマCDの物質界編）
表向きは座天使長・ザフィケル付きの士官候補生だが、後にサフィケルの志を継ぎ、アニマ・ムンディの統主となる。また、ザフィケルとアナエルの息子であり、肩まで伸ばした母譲りの金髪に碧眼、純粋な心を持つ少年。
実は他人の意識体と同調し、アストラル力（パワー）を無差別に増幅・放出させられる赤い瞳の変異亜種（アイオーン）で、その特異能力の為にラボ―白い部屋（ホワイトルーム）では、モルモット扱いであった。が、ザフィケルに救われてその腹心となる。互いにザフィケルの死の直前まで親子だとは知らないながらも、強い絆で結ばれていた。ザフィケル亡き後はその遺言により、刹那達と共に天界に闘いを挑むことになる。
シャティエル
「沈黙の天使」の意の名を持つ、片翼の欠けた不完全な天使。形成最下層第一天・シャマイムの廃墟で、インプロバチャイルドや身体の一部が欠けた不完全な天使達と共同で、隠れるように生活している。上層の天使達から、度重なる暴行を受けてもいる。社会科見学としてシャマイムを訪れたラジエルと心を通わせるが、セヴォフタルタの罠により、非業の死を遂げる。
アナエル
声 - 日野由利加
元主天使ST（シンクタンク）の金髪碧眼の美女。ザフィケルの元恋人で、ラジエルの実母。しかしセヴォフタルタの罠で叛逆者に仕立て上げられ、ターゲットを知らされない殺害の命を受けたザフィケルに、殺されてしまう。
キリエ
声 - かないみか
ロシエルに利用され、紗羅抹殺に暗躍した士官候補生の女天使。刹那の有機天使としての覚醒時に発せられた力によって、命を落とす。思い込みが激しく、ロシエルに寵愛されていない事を最後まで認めず、嫉妬心からカタンを敵視していた。死後、顔を紗羅に似せて作られた人形であるドールに宿してくれたウリエルに、献身的に仕える。
リル
声 - 釘宮理恵
脳にミクロの機器を埋め込み、機能を麻痺させる手術を行わされた杭打ち（ステイカー）で、元精霊天使（グリゴール）の聖巫女（シスター）見習い。キラキラ一杯の目をした笑顔で、目覚めたジブリール（＝紗羅）に仕える。
リウエト
「発明の天使」。元大天使ST（シンクタンク）の科学技術開発部のホープであったが、そのマッドサイエンティストぶりから周囲より危険分子として敬遠されるようになり、やがてアニマ・ムンディに協力するようになった。初めはからかい半分であったが、自らの命を懸ける加藤の強い意志を認め、その腕を改造した。
カマエル
声 - 相沢正輝、楠本一星（ドラマCDの地獄編）
能天使長であるミカエルの副官。幾多の戦いの結果、身体の半分以上が作り物となった短髪の無口な男。天界一の暴れ馬であるミカエルの監督役としての役割が大きく、ミカエルの影武者も務める。
バービエル
声 - 柳沢真由美
力天使長であるラファエルの副官。紗羅に憑依したサンダルフォンに殺され掛けたラファエルの盾となって斃れるが、ラファエルが全力で蘇生させる。その為、ラファエルはコールドスリープに入らざるを得なくなった。
サリエル
声 - 稲田徹
権天使長（グレートプリンシパリティーズ）で、中空回廊の最高司令官。邪眼（イヴル・アイ）の持ち主。刹那や吉良を殺そうとするが、辛うじて正気を取り戻したザフィケルに殺される。
ドビエル
声 - 高橋広樹
智天使長（グレートケルビム）。セヴォフタルタの命令で、ロシエル殺害のためにその屋敷を襲撃するが失敗し、ロシエルの手駒となる。

### 星幽界（ヘイディーズ）の登場人物
ウリエル
声 - 速水奨
四大天使の1人で第一質料（プリマ・マテリア）の1つである地の守護者で、地獄門鍵守人（ヘルゲートガーディアン）。「神の焔」を意味する名を持つ裁きの天使であり、アレクシエルに想いを寄せながらも、最高刑である言霊呪法を掛けた人物。それによりアレクシエルが非業の死を繰り返す輪廻になったという罪の意識から、素手で自らの声帯を引き千切って呪法を封じ、長く星幽界に身を潜めていた。
浅黒い肌に、首元で一纏めにされた長く波打つ黒髪。長身だが内気で、それを隠すのにペルソナを装着していた。が、逆にペルソナに操られてキレやすくなり、天界では度々暴れては会議室や城を破壊する事もあった。それにより他の天使からは敬遠されており、特に怪我人の治療に当たったラファエルにはより嫌われたが、親近感からミカエルには大ウケだった。
ドール
声 - かないみか
星幽界に迷い込んだ天使（キリエ）の魂を、ウリエルが植物の種から作った生体に移植して生み出された少女。自分を生み出してくれたウリエルに、心から尽くしている。ウリエルが手元に紗羅の魂を一時保管していた折、その顔を模して作った為、紗羅とは顔が瓜二つ。
廃竜（ニドヘッグ）
声 - 桐本琢也
星幽界からゲヘナへと刹那を背に乗せて送った、亡者の竜。生前は天界の天使で、同僚達によりライラが陵辱されていたのを救出するが、錯乱していたライラはニドヘックを陵辱者の一人とする虚偽の告発をしてしまい、処刑に追い込まれてしまう。もう殆ど記憶はないが、額に逆十字の傷を持つライラを今でも想い、その身を案じている。
閻羅王
声 - 岩田安生
魂の坩堝の管理統括を行っている。

## 作中用語
チップ
ロシエルが用いるカプセル。飲むとロシエルの眷族として絶大な力を得られるが、ロシエルの命令だけを忠実に聞く傀儡にされてしまう。ロシエルの血にも似たような効果があり、アッシャーでは加藤もこのチップに冒され、苦しんでいる所を刹那に殺された事で救われた。
七支刀御魂剣（ななつさやみたまのつるぎ） / 七支刀
アレクシエルの愛剣。元は魔剣として封印されていたが、神に反旗を翻したルシファーの魂が宿され、アレクシエルによって封印を解かれた後は、戦いを共にしたアレクシエルを慕うようになる。また、ロシエルの返り血を浴びて不滅の精神体となり、数々の人間と同化してアレクシエルを追い続けた。戦う相手によって属性を変え、地球上で最も固い鉱石。
世界の魂（アニマ・ムンディ）
セヴォフタルタの圧政・恐怖政治に反対する者達が作った叛乱組織。物語中盤まではザフィケルが統主を勤めていたが、後にその座はラジエルに譲られ、天界への総攻撃に加わる。
有るまじき子供（インプロバチャイルド） / 変異亜種（アイオーン）
天使同士が愛し合って生まれるという、禁忌から誕生した子供がこう呼ばれ、存在自体を禁忌とされている。多くはシャマイムに住み、最低の生活を強いられている。彼らは瞳が赤いことから「うさぎ」とも呼ばれ、彼らを取り締まることを〈兎狩り〉と呼ばれる。しかし、ラジエルのように大きな力を持つ者もおり、ジブリールはそれを変異亜種と呼んでいる。
杭打ち（ステイカー）
脳に針やミクロの機器を埋め込む手術で、思考能力を麻痺させられた天使のこと。これにより忠実な（余計な事は何も考えない）奴隷・部下となった天使が上層の天使達により、屋敷の使用人などの労働力として使役されている。
羽落とし
天界における刑罰の極刑。天使の羽根を切り落とされる刑であり、事実上の死刑である。天使は羽根を切られることで、あまりの苦痛から精神が錯乱し、亡者となってしまう。受刑者は死してなお、魂が救われることはない。

## 天使階級制度
現在は、熾天使最高会が実権を握っている。また、それぞれの階級ごとに天使長（グレートエンジェル）がおり、他の天使を絶対的な権力で支配している。物語開始時の最高指導者は、表向きは大熾天使長であるメタトロン。
創世神
▼
聖隠者〈アダム・カダモン〉
▼
最高天使
有機天使〈アレクシエル〉
無機天使〈ロシエル〉
▼
第一階級
熾天使〈セラフィム〉
智天使〈ケルビム〉
座天使〈トロウンズ〉
▼
第二階級
主天使〈ドミニオンズ〉
力天使〈ヴァーチューズ〉
能天使〈パワーズ〉
▼
第三階級
権天使〈プリンシパリティーズ〉
大天使〈アークエンジェルズ〉
天使〈エンジェルズ〉
▼
労働階級
精霊天使〈グリゴール〉

## 書誌情報

### 漫画
- 由貴香織里『天使禁猟区』白泉社〈花とゆめコミックス〉、全20巻
  1. 1995年2月17日初版発行、ISBN 4-592-12441-3
  2. 1995年5月19日初版発行、ISBN 4-592-12442-1
  3. 1995年8月18日初版発行、ISBN 4-592-12443-X
  4. 1995年12月15日初版発行、ISBN 4-592-12840-0
  5. 1996年4月19日初版発行、ISBN 4-592-12841-9
  6. 1996年8月19日初版発行、ISBN 4-592-12842-7
  7. 1997年1月17日初版発行、ISBN 4-592-12843-5
  8. 1997年4月18日初版発行、ISBN 4-592-12844-3
  9. 1997年9月19日初版発行、ISBN 4-592-12845-1
  10. 1998年1月19日初版発行、ISBN 4-592-12846-X
  11. 1998年5月19日初版発行、ISBN 4-592-12847-8
  12. 1998年9月17日初版発行、ISBN 4-592-12848-6
  13. 1998年12月14日初版発行、ISBN 4-592-12849-4
  14. 1999年4月19日初版発行、ISBN 4-592-12850-8
  15. 1999年8月19日初版発行、ISBN 4-592-12851-6
  16. 2000年1月19日初版発行、ISBN 4-592-17666-9
  17. 2000年4月19日初版発行、ISBN 4-592-17667-7
  18. 2000年6月19日初版発行、ISBN 4-592-17668-5
  19. 2000年10月19日初版発行、ISBN 4-592-17669-3
  20. 2001年2月19日初版発行、ISBN 4-592-17670-7
- 由貴香織里『天使禁猟区』白泉社〈白泉社文庫〉、全10巻
  1. 2002年6月14日初版発行（同日発売[5]）、ISBN 4-592-88491-4
  2. 2002年6月14日初版発行（同日発売[6]）、ISBN 4-592-88492-2
  3. 2002年9月13日初版発行（同日発売[7]）、ISBN 4-592-88493-0
  4. 2002年9月13日初版発行（同日発売[8]）、ISBN 4-592-88494-9
  5. 2002年12月13日初版発行（同日発売[9]）、ISBN 4-592-88495-7
  6. 2002年12月13日初版発行（同日発売[10]）、ISBN 4-592-88496-5
  7. 2003年3月14日初版発行（同日発売[11]）、ISBN 4-592-88497-3
  8. 2003年3月14日初版発行（同日発売[12]）、ISBN 4-592-88498-1
  9. 2003年6月13日初版発行（同日発売[13]）、ISBN 4-592-88499-X
  10. 2003年6月13日初版発行（同日発売[14]）、ISBN 4-592-88500-7
- 由貴香織里『愛蔵版 天使禁猟区』白泉社〈花とゆめコミックススペシャル〉、全10巻
  1. 2022年9月20日発売[15]、ISBN 978-4-592-21281-2
  2. 2022年9月20日発売[16]、ISBN 978-4-592-21282-9
  3. 2022年10月20日発売[17]、ISBN 978-4-592-21283-6
  4. 2022年10月20日発売[18]、ISBN 978-4-592-21284-3
  5. 2022年11月18日発売[19]、ISBN 978-4-592-21285-0
  6. 2022年11月18日発売[20]、ISBN 978-4-592-21286-7
  7. 2022年12月20日発売[21]、ISBN 978-4-592-21287-4
  8. 2022年12月20日発売[22]、ISBN 978-4-592-21288-1
  9. 2023年1月20日発売[23][24]、ISBN 978-4-592-21289-8
  10. 2023年1月20日発売[25][24]、ISBN 978-4-592-21290-4
- 由貴香織里『天使禁猟区 -東京クロノス-』白泉社〈花とゆめコミックススペシャル〉、既刊4巻（2025年5月20日現在）
  1. 2023年1月20日発売[26][24]、ISBN 978-4-592-21291-1
  2. 2024年1月19日発売[27]、ISBN 978-4-592-21292-8
  3. 2024年8月20日発売[28]、ISBN 978-4-592-21293-5
  4. 2025年5月20日発売[29]、ISBN 978-4-592-21294-2

### 画集
- 由貴香織里『由貴香織里画集 天使禁猟区 ANGEL CAGE』白泉社、1997年7月25日発売、ISBN 4-592-73144-1
- 由貴香織里『由貴香織里画集 天使禁猟区 II 失墜天使 -Lost Angel-』白泉社、2000年9月27日発売、ISBN 4-592-73174-3

### その他
| タイトル                                                   | 発売日        | ISBN          | 備考       |
| ---------------------------------------------------------- | ------------- | ------------- | ---------- |
| カードギャラリー 由貴香織里 天使禁猟区＆伯爵カインシリーズ | 1995年2月17日 | 4-592-72032-6 | 文庫判     |
| 天使禁猟区 ポストカードブック ANGELIC VOICE                | 1999年3月25日 | 4-592-73159-X | B6判       |
| 天使禁猟区 キャラクターBOX ANGEL BOX                       | 2001年6月14日 | 4-592-10500-1 | 完全予約制 |

- 天使禁猟区 キャラクターBOX ANGEL BOX
  1. ホログラムクロック
  2. 超特大タペストリー
  3. 複製原画セット(39枚)
  4. ポストカードセット(8枚)
  5. DXステッカー
  6. 由貴先生デザインチョーカー
  7. スペシャルBOX

## OVA
2000年に全3巻が発売された。媒体はDVD、VHS。

### スタッフ
- 監督 - 佐山聖子
- シリーズ構成 - 関島眞頼
- キャラクターデザイン - 島村秀一
- 美術監督 - 西川淳一郎
- 音響監督 - 田中英行
- 音楽 - 七瀬光
- プロデューサー - 久保聡、伊藤善之、春田克典
- アニメーション制作 - ハルフィルムメーカー
- 製作 - バンダイビジュアル、ランティス、ハルフィルムメーカー

### 主題歌
オープニングテーマ「MESSIAH」
歌 - 柚楽弥衣
エンディングテーマ「KNIFE OF ROMANCE」
歌 - ΦPhl

### 各巻リスト
| タイトル                                        | 発売日        | 脚本     | 絵コンテ | 演出     | 作画監督           | 規格品番                         |
| ----------------------------------------------- | ------------- | -------- | -------- | -------- | ------------------ | -------------------------------- |
| 天使禁猟区「物質界編」第一巻 邂逅-ENCOUNTER-    | 2000年5月25日 | 関島眞頼 | 佐山聖子 | 佐山聖子 | 島村秀一           | ASIN B00005EDOT、ASIN B00005EEX1 |
| 天使禁猟区「物質界編」第二巻 覚醒-AWAKENING-    | 2000年7月25日 | 金巻兼一 | 佐山聖子 | 下田正美 | 森川均             | ASIN B00005EDOU、ASIN B00005EEX2 |
| 天使禁猟区「物質界編」第三巻 転生-REGENERATION- | 2000年8月25日 | 関島眞頼 | 佐山聖子 | 佐山聖子 | 竹田逸子、島村秀一 | ASIN B00005EDOV、ASIN B00005HK6V |

### 音楽CD
| タイトル                                    | 発売日        | 規格品番                   | レーベル   | 備考     |
| ------------------------------------------- | ------------- | -------------------------- | ---------- | -------- |
| KNIFE OF ROMANCE/MESSIAH                    | 2000年5月24日 | LADA-1001、ASIN B00005FASP | ランティス | シングル |
| OVA『天使禁猟区』オリジナルサウンドトラック | 2000年8月23日 | LACA-5006、ASIN B000059O1P | ランティス | アルバム |

- KNIFE OF ROMANCE/MESSIAH
  1. KNIFE OF ROMANCE
  2. MESSIAH
  3. KNIFE OF ROMANCE(off vocal)
  4. MESSIAH(インストゥルメンタル)
- OVA『天使禁猟区』オリジナルサウンドトラック
  1. MESSIAH(OVAヴァージョン)
  2. ロシエル~無機天使
  3. アダムカダモン
  4. アストラルパワー
  5. 異空間
  6. カタンのテーマ
  7. ゴーレム化
  8. 刹那のテーマ
  9. アレクシエル~有機天使
  10. 迫りくる空間
  11. 吉良の父の死
  12. ロシエルが求めるもの
  13. 紗羅
  14. 虚構空間
  15. 恐怖との対峙
  16. 紗羅の決意
  17. 汝の名は救世主
  18. Sanctus
  19. 指輪のテーマ
  20. 二人の想い
  21. 予感
  22. 紗羅の死
  23. とまどい
  24. 夕景
  25. 別離
  26. 幻影
  27. とまどい
  28. 刹那の決意
  29. KNIFE OF ROMANCE(OVAヴァージョン)
  30. EPILOGUE

## ドラマCD
| タイトル                            | 発売日         | 規格品番                   | レーベル                                   |
| ----------------------------------- | -------------- | -------------------------- | ------------------------------------------ |
| 天使禁猟区ドラマアルバム 物質界編-1 | 1998年12月16日 | AYCM-629、ASIN B000064C9Y  | バンダイ・ミュージックエンタテインメント   |
| 天使禁猟区ドラマアルバム 物質界編-1 | 2004年3月17日  | PWCA-2018、ASIN B0001DD260 | PRHYTHM                                    |
| 天使禁猟区ドラマアルバム 物質界編-2 | 1999年1月21日  | AYCM-632、ASIN B000064CA1  | バンダイ・ミュージックエンタテインメント   |
| 天使禁猟区ドラマアルバム 物質界編-2 | 2004年3月17日  | PWCA-2019、ASIN B0001DD26A | PRHYTHM                                    |
| 天使禁猟区ドラマアルバム 物質界編-3 | 1999年2月21日  | AYCM645、ASIN B000064CAC   | バンダイ・ミュージックエンタテインメント   |
| 天使禁猟区ドラマアルバム 物質界編-3 | 2004年3月17日  | PWCA-2020、ASIN B0001DD26K | PRHYTHM                                    |
| 天使禁猟区ドラマアルバム 物質界編-4 | 1999年3月21日  | AYCM-650、ASIN B000064CAH  | バンダイ・ミュージックエンタテインメント   |
| 天使禁猟区ドラマアルバム 物質界編-4 | 2004年3月17日  | PWCA-2021、ASIN B0001LNOZQ | PRHYTHM                                    |
| 天使禁猟区 星幽界編-1 彷徨天使      | 2000年8月3日   | LACA-5004                  | ランティス                                 |
| 天使禁猟区 星幽界編-2 蒼穹哀歌      | 2000年9月21日  | LACA-5012                  | ランティス                                 |
| 天使禁猟区 星幽界編-3 疾風未来      | 2000年10月25日 | LACA-5013                  | ランティス                                 |
| 天使禁猟区 地獄編-1 天地恋歌        | 2000年12月21日 | LACA-5017                  | ランティス                                 |
| 天使禁猟区 地獄編-2 魔界饗宴        | 2001年1月24日  | LACA-5022                  | ランティス                                 |
| 天使禁猟区 形成界編-1 光天闇路      | 2001年3月21日  | LACA-5029                  | ランティス                                 |
| 天使禁猟区 形成界編-2 玻璃世界      | 2001年4月25日  | LACA-5029                  | ランティス                                 |
| 天使禁猟区 創造界編-1 星秤愛流      | 2001年6月27日  | LACA-5043                  | ランティス                                 |
| 天使禁猟区 創造界編-2 凶夢襲来      | 2001年7月25日  | LACA-5045                  | ランティス                                 |
| 天使禁猟区 神性界編-1 聖魔輪舞      | 2001年8月29日  | LACA-5055                  | ランティス                                 |
| 天使禁猟区 神性界編-2 飛翔無限      | 2001年9月29日  | LACA-5068                  | ランティス                                 |
| 由貴香織里スペシャル・ドラマCD      | 2006年12月26日 | R-06A0294                  | 備考：別冊花とゆめ 2007年2月号付録、非売品 |

- 天使禁猟区ドラマアルバム 物質界（アッシャー）編-1
  1. PROLOGUE～バラダイスロスト～
  2. ［薔薇の失墜 －SANCTUS－］ 歌：JURI
  3. 天使覚醒（エンジェル・リバース）－1
  4. 天使覚醒（エンジェル・リバース）－2
  5. 天使覚醒（エンジェル・リバース）－3
  6. 天使覚醒（エンジェル・リバース）－4
  7. 天使覚醒（エンジェル・リバース）－5

  - エンディングテーマ［最後は天使と聴く沈む世界の翅の記憶］ 黒百合姉妹
- 天使禁猟区ドラマアルバム 物質界（アッシャー）編-2
  1. PROLOGUE～ゲヘナ皇国～
  2. 原罪回帰（シン・リヴァイヴ）－1
  3. 原罪回帰（シン・リヴァイヴ）－2
  4. 原罪回帰（シン・リヴァイヴ）－3
  5. 原罪回帰（シン・リヴァイヴ）－4
  6. 原罪回帰（シン・リヴァイヴ）－5
  7. 原罪回帰（シン・リヴァイヴ）－6
  8. 原罪回帰（シン・リヴァイヴ）－7

  - ［薔薇の失墜 －SANCTUS－］ 歌：JURI
  - ［PAUL&LIESE］ 歌：黒百合姉妹
  - ［最後は天使と聴く沈む世界の翅の記憶］ 黒百合姉妹
- 天使禁猟区ドラマアルバム 物質界（アッシャー）編-3
  1. 迷走輪廻（リーインカーネーション・ナウ）－1
  2. 迷走輪廻（リーインカーネーション・ナウ）－2
  3. 迷走輪廻（リーインカーネーション・ナウ）－3
  4. 迷走輪廻（リーインカーネーション・ナウ）－4
  5. 迷走輪廻（リーインカーネーション・ナウ）－5
  6. 迷走輪廻（リーインカーネーション・ナウ）－6
  7. 迷走輪廻（リーインカーネーション・ナウ）－7

  - ［薔薇の失墜 －SANCTUS－］ 歌：JURI
  - ［黒耀石］ 黒百合姉妹
  - ［最後は天使と聴く沈む世界の翅の記憶］ 黒百合姉妹
- 天使禁猟区ドラマアルバム 物質界（アッシャー）編-4
  1. 最終神話（ラスト・ロマンティック）－1
  2. 最終神話（ラスト・ロマンティック）－2
  3. 最終神話（ラスト・ロマンティック）－3
  4. 最終神話（ラスト・ロマンティック）－4
  5. 最終神話（ラスト・ロマンティック）－5

  - ［薔薇の失墜 －SANCTUS－］ 歌：JURI
  - ［STELLA MARY］ 黒百合姉妹
  - ［最後は天使と聴く沈む世界の翅の記憶］ 黒百合姉妹
- サウンドシアター天使禁猟区 星幽界（ヘイディーズ）編-1 彷徨天使（フローティング・スピリッツ）
  1. 来訪者、閻羅王と出会う
  2. 加藤との再会
  3. ロシエル登場
  4. 閻羅王が与えた真の任務
  5. ガーディアンとドール
  6. 暗殺指令
  7. 宇宙樹ユグドラシル
  8. セヴォフタルタとザフィケル
  9. 屍天使ウリエル
- サウンドシアター天使禁猟区 星幽界（ヘイディーズ）編-2 蒼穹哀歌（レクイエム・コバルト）
  1. 地獄界、九雷の城
  2. 宇宙樹の館
  3. カタンとティアラ
  4. 加藤の過去
  5. ウリエルの告白
  6. ロシエルの城にて
  7. 閻羅王の元へ
- サウンドシアター天使禁猟区 星幽界（ヘイディーズ）編-3 疾風未来（フューチャー・ブリーズ）
  1. 坩堝〜魂の虫籠
  2. 謀、ロシエル暗殺
  3. 十字杖の真の力
  4. セヴォフタルタを包囲
  5. 加藤の真実
  6. 帽子屋登場
  7. ザフィケルの隠し部屋
  8. 冥道を渡る刹那、新たな旅立ち
- サウンドシアター天使禁猟区 地獄（ジャハンナ）編-1 天地恋歌（エンドレス・ラヴソング）
  1. 炎の守護天使
  2. アレクシエルとして
  3. ミカエルとラファエル
  4. 地獄の花嫁
  5. 時の止まれし街で
  6. 邂逅
  7. マッドハッター
  8. 恋心、揺れる
  9. すべては真実へ
- サウンドシアター天使禁猟区 地獄（ジャハンナ）編-2 魔界饗宴（ダーク・フィエスタ）
  1. 九雷へ…
  2. 歪められた場所
  3. 忘却の水面
  4. ジブリール
  5. アラクネの真実
  6. 紗羅、その愛ゆえに
  7. 復讐
  8. 四大天使
  9. 明日を夢みた花嫁たち
  10. 懐かしき別れ
- サウンドシアター天使禁猟区 至高天・形成界（イェツイラー）編-1 光天闇路（ライト・アンド・ダークネス）
  1. それぞれの傷跡
  2. 刻印
  3. 蒼き瞳の使者
  4. 翼持ちし者の都、ラキア
  5. あるがままの姿で
  6. セヴォフタルタの館
  7. 出会いは、別れとともに
- サウンドシアター天使禁猟区 至高天・形成界（イェツイラー）編-2 玻璃世界（ワールド・オヴ・グラス）
  1. 希望
  2. 心はあの夜に
  3. 刻まれた十字架
  4. ザフィケルの元へ
  5. 「羽落とし」
  6. 沈みゆく回廊の中で
  7. 天使禁猟区形成界編-2 ドラマBGM
- サウンドシアター天使禁猟区 至高天・創造界（ベリアー）編-1 星秤愛流（ジャッジ・フォー・ラヴ）
  1. 真紅の再会
  2. 永き時の果てに
  3. 双児
  4. 優しき偽り
  5. ルシファーの魂
  6. 届かない声
  7. 深く、消えない想い
- サウンドシアター天使禁猟区 至高天・創造界（ベリアー）編-2 凶夢襲来（ナイト・メア・アタック）
  1. 予感
  2. 封印されしもの
  3. 失われた声
  4. 不知火
  5. 哀しき調べの賛美歌
  6. 再会は、悪夢の中
  7. サンダルフォン
- サウンドシアター天使禁猟区 至高天・神性界（アツィルト）編-1 聖魔輪舞（ロンド・イン・ヘヴン）
  1. はじまりを告げる翼
  2. 双児たちの最期
  3. 大戦
  4. 甘美なる孤独
  5. 堕ちゆく星々の幻
  6. 神の塔
  7. 求めし者、ロシエル
- サウンドシアター天使禁猟区 至高天・神性界（アツィルト）編-2 飛翔無限（フライト・インフィニティー）
  1. 真なる救世使
  2. 命とのくちづけ
  3. 創世神
  4. 輝きは奇跡に満ちて
  5. アダム・カダモン
  6. 願い
  7. ふたりのはじまり
- 由貴香織里スペシャル・ドラマCD
  1. ルードヴィッヒ革命
  2. 伯爵カインシリーズ 少年の孵化する音
  3. 天使禁猟区

### サウンドトラック
ドラマCD物質界編のサウンドトラック。
| タイトル                             | アーティスト       | 発売日        | 規格品番                   | レーベル                                           |
| ------------------------------------ | ------------------ | ------------- | -------------------------- | -------------------------------------------------- |
| 天使禁猟区オリジナルサウンドトラック | 七瀬光、黒百合姉妹 | 1999年4月21日 | ASIN B000064CAJ            | バンダイ・ミュージックエンタテインメント           |
| 天使禁猟区オリジナルサウンドトラック | 七瀬光、黒百合姉妹 | 2004年4月21日 | PWCA-2022、ASIN B0001LNP00 | コロムビアミュージックエンタテインメント (PRHYTHM) |

- 天使禁猟区オリジナルサウンドトラック
  1. 薔薇の失墜－SANCTUS－
  2. 無機天使
  3. PAUL&LIESE
  4. 苦悩
  5. 静かな悲しみ
  6. 翠雀の心
  7. 悲嘆
  8. 黒耀石
  9. 至高
  10. STELLA MARY
  11. 静謐な哀しみ
  12. 荘厳
  13. 天空の罠
  14. 壮絶
  15. アストラル
  16. 覚醒
  17. 太古の神秘
  18. ゲヘナ荒廃
  19. 残酷な攻略
  20. 再生の神秘
  21. 悲哀
  22. 神龍召喚
  23. 追想
  24. 絶望の果て
  25. 恐怖
  26. 激しき情熱
  27. ジブリール
  28. 転生の悲劇
  29. 輝かしき天使
  30. ロシエルとカタンの絆
  31. 最後は天使と聴く沈む世界の翅の記憶

- 薔薇の失墜－SANCTUS－

作詞：葉月圭、作曲：七瀬光、編曲：伊藤真澄、歌：JURI
- PAUL&LIESE

作詞・作曲：JURI、編曲・歌：黒百合姉妹
- 黒耀石

作詞・作曲：RISA、編曲・歌：黒百合姉妹
- STELLA MARY

作詞・作曲：JURI、編曲・歌：黒百合姉妹
- 最後は天使と聴く沈む世界の翅の記憶

作詞・作曲：HONEY、編曲・歌：黒百合姉妹